# Bayerische D VII

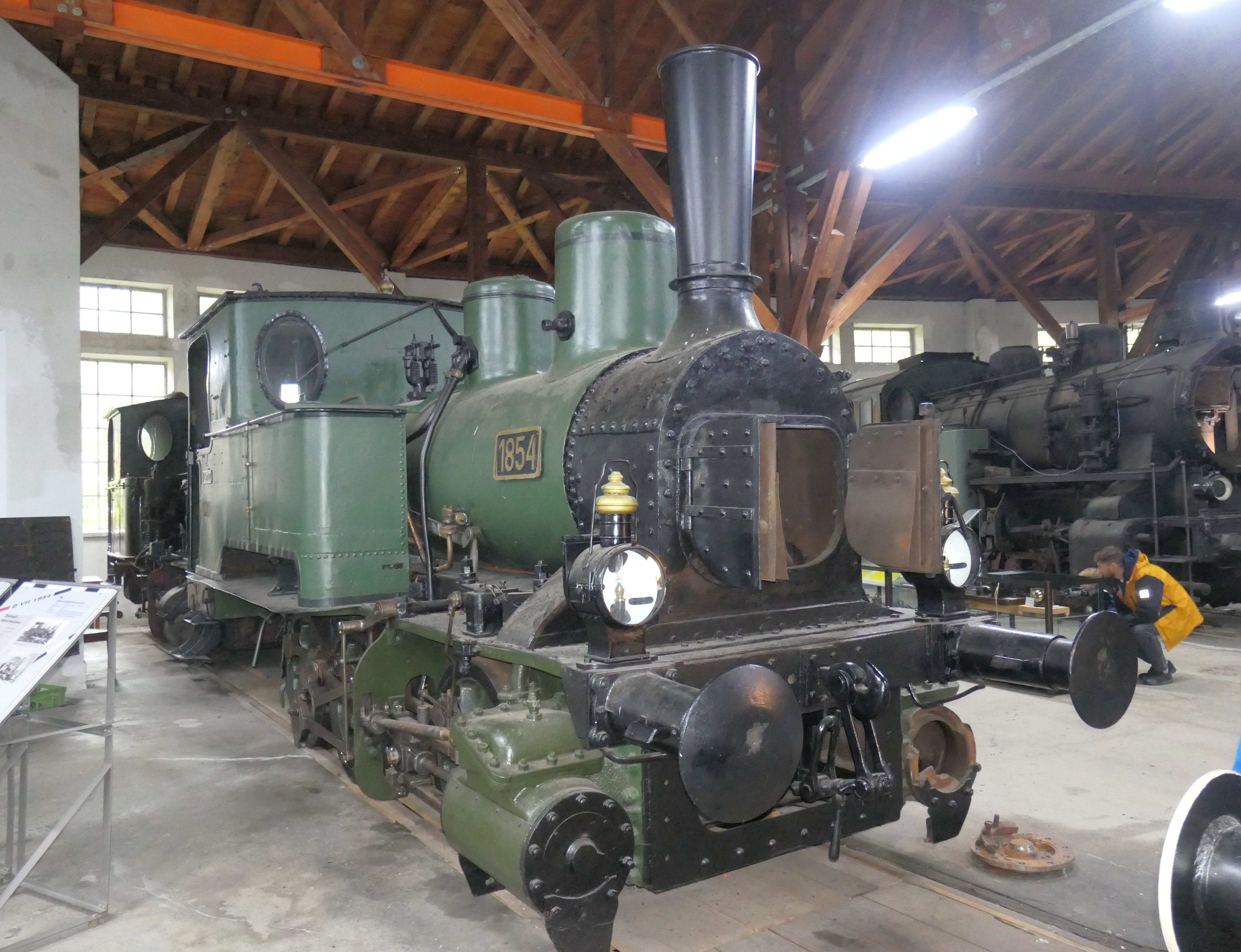
D VII 1854 im Localbahnmuseum Bayerisch Eisenstein (2024)

Die Lokomotiven der Gattung D VII waren Nassdampflokomotiven der Bayerischen Staatsbahn. Sie führten Kohle- und Wasservorräte in seitlichen Behältern mit.
Parallel zur Gattung D VI wurde die D VII für steigungsreiche Strecken als dreifach gekuppelte Lok konstruiert. Insgesamt wurden 75 Exemplare gebaut, davon stammten 41 von Krauss und 34 von Maffei. Ab 1885 hatten die Lokomotiven eine etwas größere Länge, größere Vorräte und damit auch eine größere Masse.
Eingesetzt wurden die Lokomotiven jahrzehntelang bevorzugt auf Nebenbahnen, bis sie durch Erhöhung der Geschwindigkeiten und Steigerung der Zuglasten durch neuere Lokomotiven ersetzt wurden. Zwei Maschinen verkehrten auf der Bahnstrecke Langenbach–Enzelhausen. Sie waren in Mainburg stationiert, erwiesen sich bald als zu schwach und wurden um 1898 durch D XI ersetzt. Eine Maschine, die spätere 98 7611, wurde seit 1887 bei der Sulztalbahn eingesetzt. Auch auf der Strecke Senden–Weißenhorn ist für 1902 der Einsatz der Baureihe D VII verzeichnet. Andere waren in Selb stationiert.

## DR-Baureihe 9876
Die Deutsche Reichsbahn übernahm 1925 alle 75 Lokomotiven als Baureihe 9876. Die meisten wurden bis Ende der 1920er Jahre ausgemustert, die letzte erst 1935.
Die 98 7601, die 1892 bei Krauss gebaute D VII 1854 und 1933 ausgemusterte spätere 98 7658 und die 98 7639 blieben als Schleppmaschinen im Bw Würzburg und im Bw Nürnberg Hbf bis 1960 erhalten.
Die 98 7658 wurde 1966 von der Firma Tengelmann angekauft. Nach ihrer Verwendung als Werklok in Mülheim an der Ruhr wurde sie als Denkmal beim Tengelmann-Großmarkt in Wiesbaden aufgestellt. Seit 1981 ist die Lok im Localbahnmuseum Bayerisch Eisenstein des Bayerischen Localbahnvereins erhalten.